# Meditazione (Fetti)
La Meditazione, o Malinconia, è un dipinto a olio su tela (179x140 cm) di Domenico Fetti, databile al 1618 circa e conservato nelle Gallerie dell'Accademia di Venezia.

## Storia
L'opera, una delle più note dell'artista, fu oggetto di varie repliche, autografe o di bottega, tra cui spicca quella del Louvre, forse prima versione del dipinto veneziano. Probabilmente l'artista si ispirò alla famosa incisione di Dürer Melencolia I del 1514.
L'opera si trova nel museo dal 1838.

## Descrizione e stile
La malinconia era uno dei quattro caratteri della teoria umorale, derivata dalla medicina fisiologica medievale. Fetti realizzò la figura di una donna inginocchiata in una profonda meditazione su un teschio appoggiato su un libro, con la fronte appoggiata sulla mano sinistra. Ai suoi piedi un notevole brano di natura morta.  Tra gli attributi desunti dal maestro tedesco ci sono il cane, possibile emblema della fedeltà, la sfera, il compasso, i libri, segni delle inclinazioni razionali a cui è portato chi possiede un temperamento malinconico. A ciò alludono anche la sfera armillare, e gli emblemi delle arti e mestieri: i pennelli e la tavolozza per la pittura, la statua e la pialla. 
Il teschio rimanda al tema della Vanitas, ovvero alla riflessione sulla caducità delle cose terrene, rispetto all'immortalità di scienza e arte. Il teschio potrebbe anche celare una lettura cristiana, ispirata alla seconda lettera di san Paolo ai Corinzi (7, 10), in cui il cristiano penitente attraverso la meditazione può giungere alla salvezza: a ciò alluderebbero i tralci di vite nella parte superiore, simbolo cristologico.